# 郡祐一
郡 祐一（こおり ゆういち、1902年（明治35年）3月16日 - 1983年（昭和58年）12月28日）は、日本の政治家、内務官僚。位階は正三位。
参議院議員（6期）、自治庁長官（9代）、郵政大臣（24代）、法務大臣（30代）を歴任。

## 来歴・人物
茨城県大洗町出身。旧制芝中学校（現：芝中学校・高等学校）、旧制一高を経て、1929年東京帝国大学法学部卒業後、内務省入りする。宮城県属。地方局長、石川県知事、内閣官房次長、内閣官房副長官を経て、1950年の第2回参議院議員通常選挙に自由党公認で茨城県選挙区から立候補し当選、以後当選6回。自治庁長官（第1次岸改造内閣）、郵政大臣（第1次田中角栄内閣）、法務大臣（第1次佐藤第1次改造内閣）、自由民主党参議院会長、党紀委員長などを歴任した。
1972年春の叙勲で勲一等旭日大綬章受章（勲四等からの昇叙）。
1974年の第10回参議院議員通常選挙で落選するが、1975年に竹内藤男の茨城県知事選挙出馬に伴う補欠選挙で復帰、1983年の第13回参議院議員通常選挙では当選すれば参院議長の最有力候補といわれたが、自由民主党新人の曽根田郁夫、日本社会党公認の高杉廸忠に敗れ、落選し引退した。
1982年に大洗町名誉町民。1983年12月28日、腎不全のため死去、81歳。死没日をもって正五位から正三位に叙され、銀杯一組を賜った。

## 選挙歴
| 当落                        | 選挙                     | 施行日        | 選挙区       | 政党       | 得票数  | 得票率 | 得票順位 /候補者数 | 比例区 | 比例順位 /候補者数 |
| --------------------------- | ------------------------ | ------------- | ------------ | ---------- | ------- | ------ | ------------------ | ------ | ------------------ |
| 当                          | 第2回参議院議員通常選挙  | 1950年6月4日  | 茨城県地方区 | 自由党     | 181,069 | 30.2   | 1/6                | -      | -                  |
| 当                          | 第4回参議院議員通常選挙  | 1956年7月8日  | 茨城県地方区 | 自由民主党 | 155,658 | 23.8   | 2/4                | -      | -                  |
| 当                          | 第6回参議院議員通常選挙  | 1962年7月1日  | 茨城県地方区 | 自由民主党 | 309,212 | 42.2   | 1/5                | -      | -                  |
| 当                          | 第8回参議院議員通常選挙  | 1968年7月7日  | 茨城県地方区 | 自由民主党 | 404,669 | 53.0   | 1/4                | -      | -                  |
| 落                          | 第10回参議院議員通常選挙 | 1974年7月7日  | 茨城県地方区 | 自由民主党 | 274,641 | 24.9   | 3/5                | -      | -                  |
| 当                          | 第9回参議院議員補欠選挙  | 1975年4月27日 | 茨城県地方区 | 自由民主党 | 567,927 | 65.0   | 1/3                | -      | -                  |
| 当                          | 第11回参議院議員通常選挙 | 1977年7月10日 | 茨城県地方区 | 自由民主党 | 336,265 | 33.8   | 1/5                | -      | -                  |
| 落                          | 第13回参議院議員通常選挙 | 1983年6月26日 | 茨城県選挙区 | 自由民主党 | 258,102 | 28.6   | 3/4                | -      | -                  |
| 当選回数6回 （参議院議員6） |                          |               |              |            |         |        |                    |        |                    |